# Milen Nachev
Milen Nachev (búlgaro: Милен Начев) (nacido en 1957 en Bulgaria) es un director de orquesta búlgaro-estadounidense.
Milen estudió en el Conservatorio de San Petersburgo (Rusia), donde obtuvo un máster en dirección sinfónica y de ópera.
Nachev fue director artístico y director de orquesta de la Orquesta Sinfónica de la Radio Nacional de Bulgaria (BNR) desde 1994 hasta 2002, donde dirigió grabaciones que fueron emitidas por la BBC.
En noviembre de 1997, Virgin EMI Records publicó el CD "Mozart en Egipto", que fue dirigido por Nachev mientras estaba con la Orquesta Sinfónica de la BNR.
Desde 2012, el Sr. Nachev es director de orquesta de Shen Yun Performing Arts, una compañía internacional de giras con sede en Nueva York.